# سلول هادلی

نمایی از گردش جوی و سلول‌های قطبی، فرل و هادلی

سلول هادلی (به انگلیسی: Hadley Cell) یا یاخته هادلی که گردش هادلی نیز نامیده می‌شود، یک گردش جوی گرمسیری در مقیاس کره زمین است که نام آن از جورج هادلی برگرفته شده است. این گردش جوّی در نزدیکی خط استوا حرکت می‌کند که در ۱۰–۱۵ کیلومتر بالاتر از سطح زمین جریان دارد. این گردش رابطهٔ تنگاتنگی با بادهای بسامان، کمربند باران گرمسیری و چرخند گرمسیری، بیابان‌های کنارگرمسیری و رودبادها دارد.

## سازوکار و ویژگی‌ها

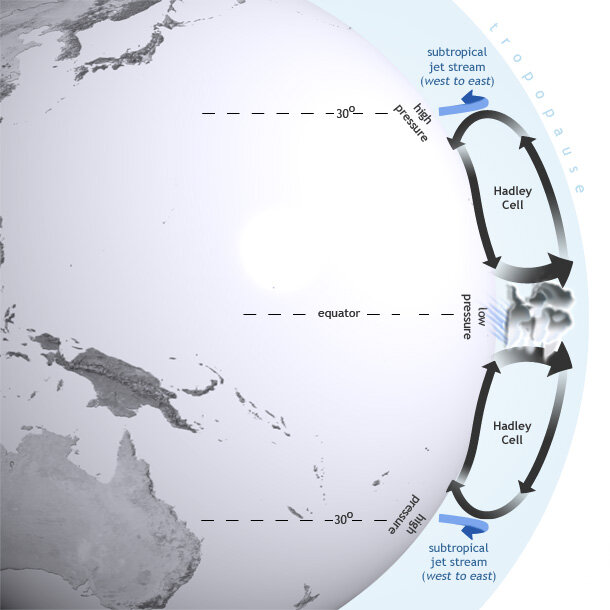
به‌طور میانگین، گردش هادلی از دو سلول در نیم‌کره‌های شمالی و جنوبی تشکیل شده که در مناطق گرمسیری، هوا را به‌صورت عمودی و نصف‌النهاری به گردش درمی‌آورد.

گردش هادلی، چرخشی گسترده، گرمایی-مستقیم و نصف‌النهاری در تروپوسفر مناطق گرمسیری را توصیف می‌کند. در گردش عمومی جو، جریان نصف‌النهاری هوا که به‌طور میانگین در طول خطوط عرض جغرافیایی درنظر گرفته می‌شود، به شکل سلول‌هایی متشکل از صعود و فرونشینی سازمان می‌یابد که با حرکت به‌سوی استوا یا قطب همراه است. این‌ها شامل «سلول‌های هادلی» در مناطق گرمسیری و «سلول فرل» در عرض‌های میانی‌اند. سلول‌های هادلی ناشی از تفاوت تابش خورشید میان مناطق گرم استوایی و مناطق خنک‌تر زیرگرمسیری هستند. گرمایش ناهمگون سطح زمین باعث ایجاد مناطق صعود و نزول هوا می‌شود. در طول سال، نواحی استوایی بیش از آن‌که تابش از دست بدهند، از خورشید تابش دریافت می‌کنند. در عرض‌های بالاتر، زمین بیش از آن‌که تابش دریافت کند، تابش از دست می‌دهد. اگر مکانیزمی برای تبادل گرما در راستای شمال-جنوب وجود نداشت، مناطق استوایی گرم‌تر و عرض‌های بالاتر سردتر می‌شدند. صعود و فرونشینی گستردهٔ هوا منجر به ایجاد نیروی گرادیان فشار می‌شود که گردش هادلی و دیگر جریان‌های بزرگ‌مقیاس در جو و اقیانوس‌ها را پیش می‌برند و تعادل گرمایی جهانی بلندمدت و فصلی را حفظ می‌کنند.
گردش هادلی نزدیک به نیمی از سطح زمین را پوشش می‌دهد، از تقریباً مدار رأس‌السرطان تا مدار رأس‌الجدی. به‌صورت عمودی، این گردش کل عمق تروپوسفر را دربرمی‌گیرد. سلول‌های هادلی از هوایی تشکیل شده‌اند که در تروپوسفر پایینی توسط بادهای تجاری به سوی استوا منتقل می‌شود و پس از گرم شدن در نزدیکی استوا صعود می‌کند، درحالی‌که در تروپوسفر بالایی به سوی قطب‌ها حرکت می‌کند. هوایی که به عرض‌های زیرگرمسیری می‌رسد، خنک شده و فرونشینی می‌کند، سپس دوباره به سوی استوا بازمی‌گردد؛ محل فرونشینی در سلول هادلی معمولاً به‌عنوان سنجه‌ای برای اندازه‌گیری پهنای شمالی-جنوبی مناطق گرمسیری در نظر گرفته می‌شود. بازگشت هوا به‌سوی استوا و اثر گرمایش قوی، سلول هادلی را به یک گردش گرمایی و بسته تبدیل کرده‌است. صعود شناور هوا در نزدیکی استوا و فرونشینی در عرض‌های بالاتر، موجب ایجاد گرادیان فشاری در سطح زمین می‌شود، به‌گونه‌ای که فشار در نزدیکی استوا پایین‌تر و در زیرگرمسیری‌ها بالاتر است؛ این تفاوت فشار، نیروی محرکهٔ حرکت هوای استوایی در تروپوسفر پایینی است. از سوی دیگر، آزاد شدن گرمای نهان ناشی از میعان در نواحی گرمسیری باعث کاهش کاهش فشار با ارتفاع می‌شود، در نتیجه فشار در تروپوسفر بالایی در نواحی استوایی بیشتر از زیرگرمسیری‌ها است؛ این گرادیان فشار قوی‌تر از نمونهٔ سطحی آن است و نیروی محرکهٔ جریان قطبی در ارتفاع بالا را فراهم می‌آورد. سلول‌های هادلی معمولاً با استفاده از تابع جریان میانگین‌گیری‌شده در راستای شرق-غرب و وزن‌دهی‌شده با جرم بادهای نصف‌النهاری شناسایی می‌شوند، اما می‌توان آن‌ها را با دیگر پارامترهای فیزیکی قابل‌اندازه‌گیری یا قابل‌مشتق مانند پتانسیل سرعت یا مؤلفهٔ عمودی باد در یک سطح فشار مشخص نیز شناسایی کرد.
با داشتن عرض جغرافیایی {\displaystyle \phi } و سطح فشار {\displaystyle p}، تابع جریان استوکس که مشخصهٔ گردش هادلی است، به صورت زیر تعریف می‌شود:
{\displaystyle \psi (\phi ,p)={\frac {2\pi a\cos \phi }{g}}\int _{0}^{p}[v(\phi ,p)],dp}
که در آن {\displaystyle a} شعاع زمین، {\displaystyle g} شتاب گرانشی زمین، و {\displaystyle [v(\phi ,p)]} میانگین‌گیری‌شدهٔ باد نصف‌النهاری در عرض و فشار داده‌شده است. مقدار {\displaystyle \psi } شار جرمی ادغام‌شده در راستای شمال-جنوب بین سطح فشار مشخص و بالای جو زمین را نشان می‌دهد، که مقادیر مثبت نشان‌دهندهٔ انتقال جرم به سمت شمال است. شدت سلول‌های هادلی را می‌توان بر پایهٔ {\displaystyle \psi } سنجید، از جمله با استفاده از مقادیر بیشینه، کمینه یا میانگین تابع جریان در کل یا در سطوح فشار مختلف. همچنین شدت گردش هادلی را می‌توان با دیگر کمیت‌های فیزیکی مانند پتانسیل سرعت، مؤلفه عمودی باد، انتقال بخار آب یا انرژی کلی گردش نیز ارزیابی کرد.